# Marga López
Marga López, właśc. Catalina Margarita López Ramos (ur. 21 czerwca 1924, zm. 4 lipca 2005 w Meksyku) – meksykańska aktorka.

## Filmografia
- 1959: Nazarin jako Beatriz
- 1998−1999: Cristina jako Ana Joaquina Vda. de Velarde
- 2001–2002: Wiosenna namiętność jako matka przełożona
- 2002: Miłość i nienawiść jako Josefa Villareal